# Крестогрудые черепахи
Крестогрудые черепахи (Staurotypus) — род иловых черепах.
Род включает два вида пресноводных черепах, обитающих в Центральной Америке. Они населяют озёра, лагуны, реки и болота. Оба вида сильно страдают от деятельности человека. Их губит промышленное загрязнение водоёмов, смыв удобрений с полей в реки и озёра, а также мелиоративные преобразования.

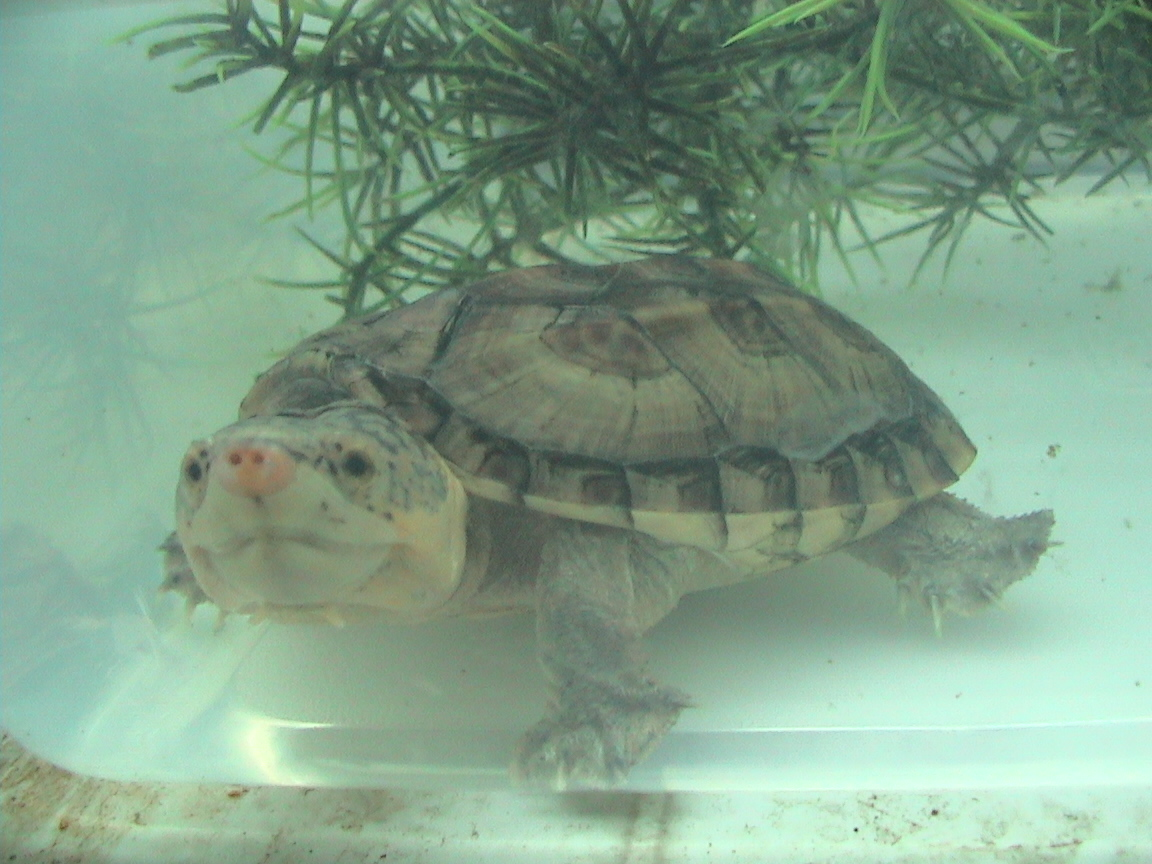
Малая крестогрудая черепаха (Staurotypus salvinii)